# Distretto di Uluborlu
Il distretto di Uluborlu (in turco Uluborlu ilçesi) è uno dei distretti della provincia di Isparta, in Turchia.